# Фторид циркония(III)
Фторид циркония(III) — неорганическое соединение, соль металла циркония и плавиковой кислоты с формулой ZrF3, чёрные кристаллы.

## Физические свойства
Фторид циркония(III) образует чёрные кристаллы
кубической сингонии.

## Химические свойства
- Диспропорционирует при нагревании:

{\displaystyle {\mathsf {4ZrF_{3}\ {\xrightarrow {1300^{o}C}}\ 3ZrF_{4}+Zr}}}